# 陈根富
陈根富，中国人民大学教授、中国科学院物理研究所研究员，主要从事新型超导等量子关联材料探索及其物性方面的研究工作。入选中华人民共和国教育部2009年度"长江学者"特聘教授。曾就读于名古屋工业大学。